# Run Rudolph Run
Singles de Chuck Berry
Sweet Little Rock And Roll / Joe Joe Gun
(Octobre 1958) Anthony Boy / That's My Desire
(Janvier 1959)
Écrit par Johnny Marks et Marvin Brodie (il y a un débat à ce sujet), Run Rudolph Run  est un chant de Noël. Il est ensuite popularisé par Chuck Berry, qui l'enregistre et le publie sur Chess Records en 1958.
La chanson est un rock 'n' roll sur une base de blues à 12 mesures, musicalement similaire au tube de Berry, Johnny B. Goode, et mélodiquement identique à sa chanson Little Queenie, cette dernière étant sortie peu de temps après, en 1959. Elle est reprise depuis par de nombreux autres artistes, parfois sous le titre Run, Run, Rudolph.

## Histoire
La chanson est écrite par Johnny Marks et Marvin Lee Brodie. Le 45 tours de 1958 de Chuck Berry, cependant, attribue les crédits d'écriture à « C. Berry Music - M. Brodie ». Ce n'est que dans les versions ultérieures que les crédits sont attribués à Marks and Brodie. Et même alors, ce n'est pas toujours le cas, car plusieurs versions ultérieures du label attribuent simplement la chanson à Berry. Johnny Marks possède les droits sur le nom du renne « Rudolph » car est l'auteur-compositeur de la chanson Rudolph, the Red-Nosed Reindeer, thématiquement similaire, mais musicalement différente. Les reprises de Run Rudolph Run par d'autres artistes attribuent depuis la chanson à Marks et Brodie (tel que publié par Marks's St. Nicholas Music (ASCAP). Le compositeur de la musique Marvin Brodie est un inconnu et, étant donné les similitudes avec les autres chansons de Berry, il est probable qu'il s'agisse d'un pseudonyme.
Les paroles font allusion à Rudolphe le renne au nez rouge, l'un des rennes qui tire le traîneau du Père Noël. Le dialogue de la chanson entre le Père Noël et les enfants fait référence aux jouets populaires des années 1950.
Said Santa to a boy child "What have you been longing for?"

"All I want for Christmas is a rock and roll electric guitar"

And then away went Rudolph a whizzing like a Shooting Star 

Said Santa to a girl child "What would please you most to get?"

"A little baby doll that can cry, sleep, drink and wet"

And then away went Rudolph a whizzing like a Saber jet.
Chuck Berry enregistre Run Rudolph Run le 19 novembre 1958 dans les studios Chess à Chicago. La mélodie est identique à celle de Little Queenie enregistrée lors de la même séance. La chanson sort en face B de Merry Christmas Baby, une reprise des Johnny Moore's Three Blazers, en novembre ou en décembre 1958.

### Personnel
- Chuck Berry : guitare, guitare solo, chant
- Fred Below : batterie
- Willie Dixon : contrebasse
- Lafayette Leake : piano
- Leonard Chess : producteur
- Phil Chess : producteur

## Reprises
Cette chanson est reprise par la chanteuse Whitney Wolanin en 2013. Son enregistrement atteint la position la plus élevée de toutes les versions dans le magazine Billboard, atteignant le no 2 de son classement Adult Contemporary. Whitney interprète la chanson dans un clip parodique du film original Christmas Story tourné au musée A Christmas Story House à Cleveland.
Keith Richards enregistre la chanson en 1978 pour son premier single en solo. Le guitariste des Rolling Stones est accompagné du batteur Mike Driscoll et du pianiste Ian Stewart. Prévu pour le fêtes, ne disque ne sort qu'en février 1979, avec en face B un reprise de The Harder They Come de Jimmy Cliff.
Elle est reprise par beaucoup d'autres artistes, parmi lesquels, :
- 1971 : Grateful Dead lors d'un concert au Madison Square Garden à New York, dont l'enregistrement est paru dans la compilation Gift Wrapped 3 - A Holiday Smörgåsbord en 2015. D'autres versions enregistrées la même année sont parues sur les albums Dave's Picks Volume 22 en 2017 et Volume 26 en 2018.
- 1977 : The Yobs en single ;
- 1978 : Foghat, pour un single promotionnel ;
- 1982 : Dave Edmunds dans l'album Party Party - Original Motion Picture Soundtrack ;
- 1987 : Bryan Adams pour la compilation A Very Special Christmas ;
- 1997 : Hanson dans l'album Snowed In ;
- 2000 : Lynyrd Skynyrd dans l'album Christmas Time Again ;
- 2001 : Sheryl Crow pour la compilation A Very Special Christmas 5 ;
- 2002 : le Brian Setzer Orchestra dans l'album Boogie Woogie Christmas ;
- 2003 : L.A. Guns pour la compilation We Wish You a Hairy Christmas ;
- 2004 : Aaron Carter pour la compilation Radio Disney - Jingle Jams ;
- 2005 : Reverend Horton Heat dans l'album We Three Kings - Christmas Favorites ;
- 2006 :
  - Billy Idol dans l'album Happy Holidays ;
  - Dr Teeth and The Electric Mayhem, le groupe du Muppet Show, sur l'album The Muppets: A Green and Red Christmas.
- 2007 : The Smithereens dans l'album Christmas with The Smithereens ;
- 2008 :
  - Lemmy Kilmister, Billy Gibbons et Dave Grohl pour We Wish You a Metal Xmas and a Headbanging New Year ;
  - Luke Bryan sur l'album Country for Christmas ;
- 2012 : Cee Lo Green sur l'album Cee Lo's Magic Moment ;
- 2014 :
  - Joe Perry dans l'EP Joe Perry's Merry Christmas ;
  - Sara Evans sur son album At Christmas ;
- 2015 :
  - Slaughter and The Dogs pour la compilation Punk Rock Christmas ;
  - Train dans la compilation Christmas in Tahoe ;
- 2017 : Cheap Trick sur son CD Christmas Christmas
- 2019 : Samantha Fish en single.

Elle est également reprise par Emily Osment, Sister Hazel, Billy Ray Cyrus, Lulu, The Click Five, Brinsley Schwarz, Jimmy Buffett, Kelly Clarkson, Dwight Yoakam, Hanoi Rocks, Los Lonely Boys, Kim Carnes, The Clovers, les acteurs de la comédie musicale Million Dollar Quartet à Broadway et Vincent Martella (dans le rôle de Phinéas Flynn dans la série Phineas et Ferb).

## Dans la culture populaire
Run Rudolph Run, interprétée par Chuck Berry ou d'autres artistes, est utilisée dans de nombreux films et séries télévisées (liste non exhaustive).

### Cinéma
- 1982 : Diner de Barry Levinson avec Steve Guttenberg, Mickey Rourke et Kevin Bacon ;
- 1990 : Maman, j'ai raté l'avion ! de Chris Columbus avec Macaulay Culkin ;
- 1996 : La Course au jouet de Brian Levant avec Arnold Schwarzenegger ;
- 2000 : Seul au monde de Robert Zemeckis avec Tom Hanks ;
- 2000 : Jardinage à l'anglaise de Joel Hershman avec Clive Owen et Helen Mirren, interprétée par Capricorn ;
- 2006 : Voisin contre voisin de John Whitesell avec Danny DeVito et Matthew Broderick, interprétée par Marc 'Doc' Dauer ;
- 2017 : Bad Moms 2 de Jon Lucas avec Mila Kunis, dans la version de Kelly Clarkson ;
- 2018 : Le Grinch, film d'animation, dans la version du Brian Setzer Orchestra.

### Séries
- 1990 : Le Prince de Bel-Air, 15e épisode de la 1re saison (Tout le monde peut se tromper) ;
- 1998 : Ally McBeal, 10e épisode de la 2e saison (La Licorne), chantée par l'actrice Jane Krakowski ;
- 2011 : New Girl, saison 1, épisode 9 (Le Râteau de Noël) ;
- 2012 : Castle, saison 5, épisode 9 (Pas de pitié pour le Père Noël), dans la version de Reverend Horton Heat ;

## Performances dans les charts
L'enregistrement de Chuck Berry en 1958 culmine au no 69 du classement Hot 100 du magazine Billboard en décembre. Sa version figure également dans le palmarès britannique de 1963, culminant au 36e rang. Elle se classe à nouveau dans le palmarès de la semaine du 26 décembre 2020, obtenant son meilleur score dans le Hot 100 en atteignant la 29e position.
La version de Whitney Wolanin en 2013 atteint le no 2 du palmarès Billboard Adult Contemporary. Les seuls autres enregistrements classés aux États-Unis sont ceux des artistes de musique country Luke Bryan, dont l'interprétation de 2008 culmine à la 42e place du Hot Country Songs, et Justin Moore, dont la version de 2011 est 58e du Hot Country Songs.

### Chuck Berry
| Classement (1958)              | Meilleure position |
| ------------------------------ | ------------------ |
| États-Unis - Billboard Hot 100 | 69                 |

| Classement (1963)              | Meilleure position |
| ------------------------------ | ------------------ |
| Royaume-Uni - UK Singles Chart | 36                 |

| Classement (2018–2020)               | Meilleure position |
| ------------------------------------ | ------------------ |
| Billboard Global 200                 | 54                 |
| Australie - ARIA Charts              | 49                 |
| Canada - Billboard Canadian Hot 100  | 33                 |
| États-Unis - Billboard Hot 100       | 29                 |
| États-Unis - Holiday 100 (Billboard) | 20                 |
| États-Unis - Rolling Stone Top 100   | 16                 |
| Royaume-Uni - UK Singles Chart       | 83                 |
| Slovaquie - Rádio Top 100            | 78                 |

### Luke Bryan
| Classement (2008-2009)                   | Meilleure position |
| ---------------------------------------- | ------------------ |
| États-Unis - Billboard Hot Country Songs | 42                 |

### Justin Moore
| Classement (2012)                        | Meilleure position |
| ---------------------------------------- | ------------------ |
| États-Unis - Billboard Hot Country Songs | 58                 |

### Whitney Wolanin
| Classement (2013)                                    | Meilleure position |
| ---------------------------------------------------- | ------------------ |
| États-Unis - Billboard Hot Adult Contemporary Tracks | 2                  |

## Certifications
| Région                                                                     | Certification | Ventes/Streams |
| -------------------------------------------------------------------------- | ------------- | -------------- |
| Royaume-Uni (BPI)                                                          | Argent        | 200,000‡       |
| États-Unis (RIAA)                                                          | Platine       | 1 000 000*     |
| xNon précisé par la certification ‡ventes/streaming selon la certification |               |                |